# Estigmene klagesii
Estigmene klagesii är en fjärilsart som beskrevs av Matthias Ehrmann 1894. Estigmene klagesii ingår i släktet Estigmene och familjen björnspinnare. Inga underarter finns listade i Catalogue of Life.